# Furkotna Przehyba
Furkotna Przehyba (niem. Rauschbachschulter, słow. Furkotská priehyba, węg. Furkota-nyereg, 2389 m n.p.m.) – najniższe miejsce w grani łączącej Hruby Wierch (2429 m) z Furkotem (2402 m) w słowackiej części Tatr Wysokich. Grań ta jest niemal pozioma, jej wybrzuszenia nie przekraczają wysokości 5 m. Oprócz Furkotnej Przehyby nazwano jeszcze jedno siodełko – Hruby Przechód znajdujący się tuż poniżej kopuły szczytowej Hrubego Wierchu.
Do Doliny Młynickiej z Furkotnej Przehyby opada skalisto-trawiaste zbocze, do Niewcyrki stromy i kruchy żleb  o deniwelacji około 90 m, przegrodzony kilkoma progami.
Latem chodzono granią przez Furkotną Przehybę jeszcze w czasach przedturystycznych. Pierwsze zimowe wejście:  Gyula Hefty, Tibold Kregczy, Endre Maurer i Lajos Rokfalusy 13 stycznia 1912 r.
Drogi wspinaczkowe:
1. Z Doliny Młyńskiej; 0 w skali tatrzańskiej, czas przejścia 30 min
2. Z Niewcyrki; II, miejsce III, 30 min
3. Z Furkotu na Hruby Wierch południową granią; 0+, 30 min[3].